# Gian Galeazzo Maria Sforza
Gian Galeazzo Maria Sforza (Abbiategrasso, 20 giugno 1469 – Pavia, 21 ottobre 1494) è stato il sesto duca di Milano e il terzo della dinastia Sforza.
In linguaggio cifrato fu anche soprannominato Instabilis.

## Biografia

### Infanzia ed educazione
Gian Galeazzo Maria Sforza nacque il 20 giugno del 1469 da Galeazzo Maria Sforza e dalla moglie savoiarda Bona, sposata l'anno precedente, nel castello di Abbiategrasso. 

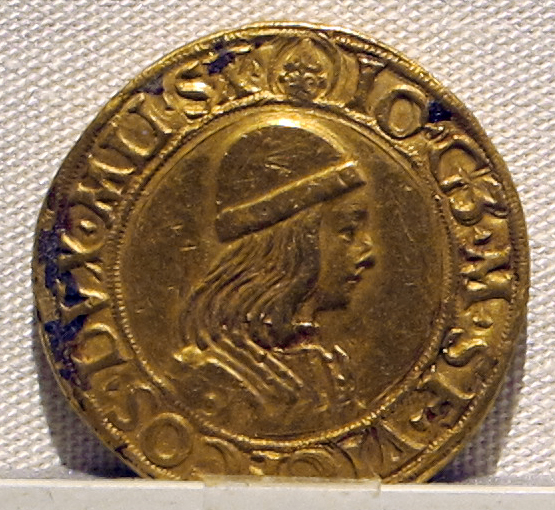
Ducato milanese con l'effige di Gian Galeazzo bambino

Il nome fu scelto secondo un duplice motivo: il primo per dare una continuità dinastica con i Visconti (il nome di Gian Galeazzo primo duca di Milano); il nome di Maria per il voto fatto alla Vergine da parte di Gian Galeazzo Visconti, tradizione poi consolidatasi con i suoi successori. Fu battezzato il 25 luglio nel Duomo di Milano.
Insignito del titolo di Conte di Pavia, il giovane Gian Galeazzo Maria fu affidato alle cure di Giovanni Agostino Olgiati. Nel 1471, Galeazzo Maria e Ferrante d'Aragona re di Napoli contrassero un accordo secondo il quale Gian Galeazzo Maria, ancora infante, avrebbe sposato la nipote del re di Napoli e cugina dello stesso principe milanese, Isabella d'Aragona, figlia di Alfonso di Calabria e di Ippolita Maria Sforza, quest'ultima sorella di Galeazzo Maria. 

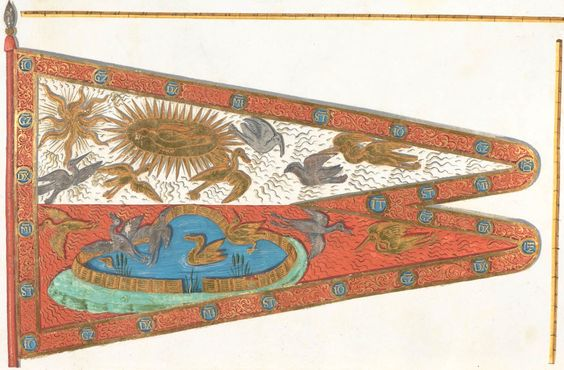
Stendardo di Gian Galeazzo Sforza

### Ducato (1476-1494)

#### Omicidio di Galeazzo Maria e reggenza di Bona di Savoia
Gian Galeazzo Maria succedette al padre Galeazzo Maria, come sesto duca di Milano, dopo l'assassinio di quest'ultimo il 26 dicembre 1476 sul sagrato della Basilica di Santo Stefano di Milano, quando il piccolo principe aveva solo 7 anni. La madre Bona, appena seppe della tragica morte del marito, si affrettò a chiedere aiuto a tutti i potentati italiani col fine di riconoscere l'autorità del piccolo Gian Galeazzo. Fiancheggiata da Cicco Simonetta, amico di Francesco Sforza e consigliere ducale sia di quest'ultimo che del defunto duca, Bona fu proclamata reggente il 9 gennaio 1477, coadiuvata da un consiglio di reggenza creato da uomini di sua fiducia tra i quali spiccava, per l'appunto, il Simonetta.

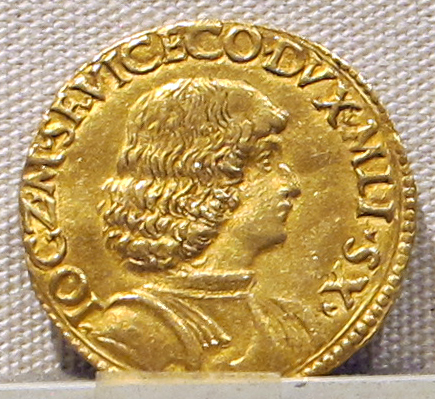
Il bellissimo Gian Galeazzo in oro: ducato milanese.

#### Conflitto tra Ludovico Sforza e Cicco Simonetta (1477-1480)
Era chiaro che la vera eminenza grigia del consiglio di reggenza, e quindi di Bona, era il Simonetta. Costui, per mettere in sicurezza il Ducato dalle mire dei fratelli di Galeazzo Maria (Ottaviano Maria, Sforza Maria e Ludovico Maria detto "Il Moro"), li esiliò il 25 maggio 1477, giacché avevano tentato di estromettere lui e Bona attraverso un colpo di forza. I tre Sforza allora, dopo aver tratto dalla loro il condottiero Roberto Sanseverino, marciarono contro il Ducato di Milano: tra il 1478 e il 1479, Simonetta cercò di difendere Milano e il Ducato, dovendo accettare la perdita di Genova (inizi 1479) e poi quella di Tortona (agosto 1479), mentre ad aggravare la situazione intervenne l’incompetente gestione delle ennesime incursioni svizzere che sfociò nella disastrosa battaglia di Giornico. Il Simonetta, per legittimare ulteriormente il piccolo Gian Galeazzo Maria, lo fece incoronare in Duomo il 24 aprile 1478. Nel frattempo, l'avversione interna all'onnipotenza del Simonetta cresceva di continuo e i suoi nemici esterni ne approfittarono e, dopo qualche mese la battaglia di Varese Ligure del 1479, la duchessa Bona, pressata dall'amante Antonio Tassino e intimorita per l'avanzata dei cognati verso Milano convocò ingenuamente a Milano il cognato Ludovico per ristabilire la pace (8 settembre), condannando di fatto il fedele Cicco Simonetta alla pena capitale. Il 10 dello stesso mese Cicco veniva arrestato e su di lui furono gettate le responsabilità per questa guerra fratricida e, il 30 ottobre del 1480, il celebre e capace statista fu decapitato a Pavia.

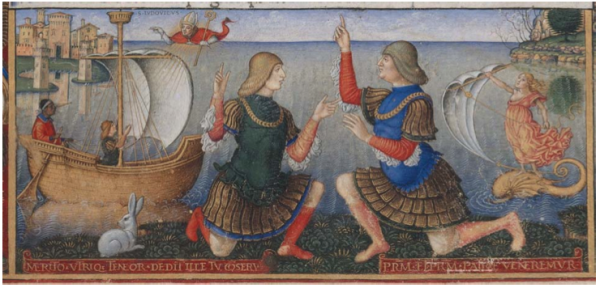
Gian Galeazzo e Ludovico nella miniatura di Giovanni Pietro Biragonella alla Sforziade di Giovanni Simonetta, trad.ne Cristoforo Landino impressa in Milano da Antonio Zarotto, 1490, Biblioteca nazionale di Francia, Parigi.

#### La reggenza passa al Moro (7 ottobre 1480)
Il 1480 segnò la rovina anche della reggente Bona di Savoia. Questa, privata del suo consigliere più fidato, sorvegliata e pressata da un cognato sempre più presente e potente, venne presto privata della reggenza e del figlio stesso (rinchiuso nella "Rocchetta" del Castello Sforzesco, il 7 ottobre), fu costretta infine all'esilio coatto nel castello di Abbiategrasso. Per il giovane Gian Galeazzo Maria, da quella data in poi, le cose cambiarono radicalmente: se sotto la reggenza della madre e del Simonetta conduceva un'esistenza sì agiata ma improntata anche a una discreta educazione politica, ora invece fu dallo zio rinchiuso nel Castello di Pavia; qui egli viveva in un "giardino di delizie" che aveva lo scopo di rammollire il suo animo, ed evitare il sorgere in lui di qualsiasi desiderio di rivalsa. Così passava le giornate, il Duca:

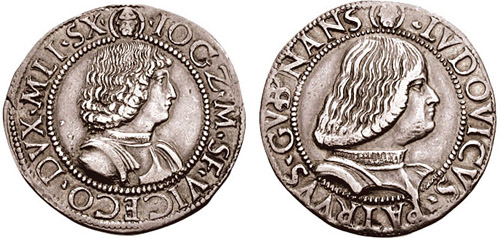
Gian Galeazzo Maria Sforza (a sinistra) con lo zio Ludovico il Moro (a destra). La doppia effigie non è soltanto dovuta al ruolo di reggente ricoperto dal Moro, ma con tutta probabilità anche all'enorme peso politico ricoperto da costui sull'imbelle nipote.

(G. Lopez, p. 103)
(Ettore Verga, Dispacci e lettere di Giacomo Gherardi etc, Bibliografia, Archivio Storico Lombardo: Giornale della società storica lombarda (1912 mar, Serie 4, Volume 17, Fascicolo 33), p. 153.)

#### Inquietudini del Moro
Benché "l'educazione" di Gian Galeazzo Maria procedesse secondo i piani, Ludovico il Moro non poteva non tenere in considerazione due fattori: 
1. che la reggenza limitava l'onnipotenza del Moro e che Gian Galeazzo Maria, qualora avesse voluto dedicarsi alla gestione dello Stato, avrebbe avuto il diritto legale di estromettere il potente zio dal potere.
2. che la sete del potere del Moro era malvista sia all'interno del Ducato, sia dai Veneziani e dagli altri Stati della Penisola, intimoriti dalla sua politica estera ambigua. Nel 1481, difatti, scoppiarono alcune rivolte "legittimiste" contro la reggenza del Moro[3].

#### Ultimi anni (1489-1494)

##### Matrimonio con Isabella d'Aragona
Ludovico Sforza, tutto sommato, doveva mantenere le parvenze del "tutore del legittimo duca". Non soltanto provvide a donare a Gian Galeazzo Maria la rosa d'oro della cristianità (1487) da parte di Papa Innocenzo VIII per rinsaldare il prestigio del Ducato, ma il Moro mantenne la promessa di dare in sposa il nipote-duca ad Isabella d'Aragona. Sposata per procura a Napoli il 21 dicembre 1488, Isabella iniziò un lungo viaggio via mare. Giunta al porto di Genova il 18 gennaio dell'anno successivo, il 1 febbraio arrivò finalmente a Milano accompagnata da uno splendido corteo e il 5 dello stesso mese vengono celebrate, dal vescovo di Piacenza Fabrizio Marliani, le nozze ufficiali nel Duomo di Milano. I festeggiamenti per le loro nozze durarono a lungo e famosa fu la rappresentazione tenutasi il 13 gennaio 1490 di un'opera musicale il cui testo poetico era stato composto da Bernardo Bellincioni, su scene realizzate da Leonardo da Vinci: era la famosa Festa del Paradiso.

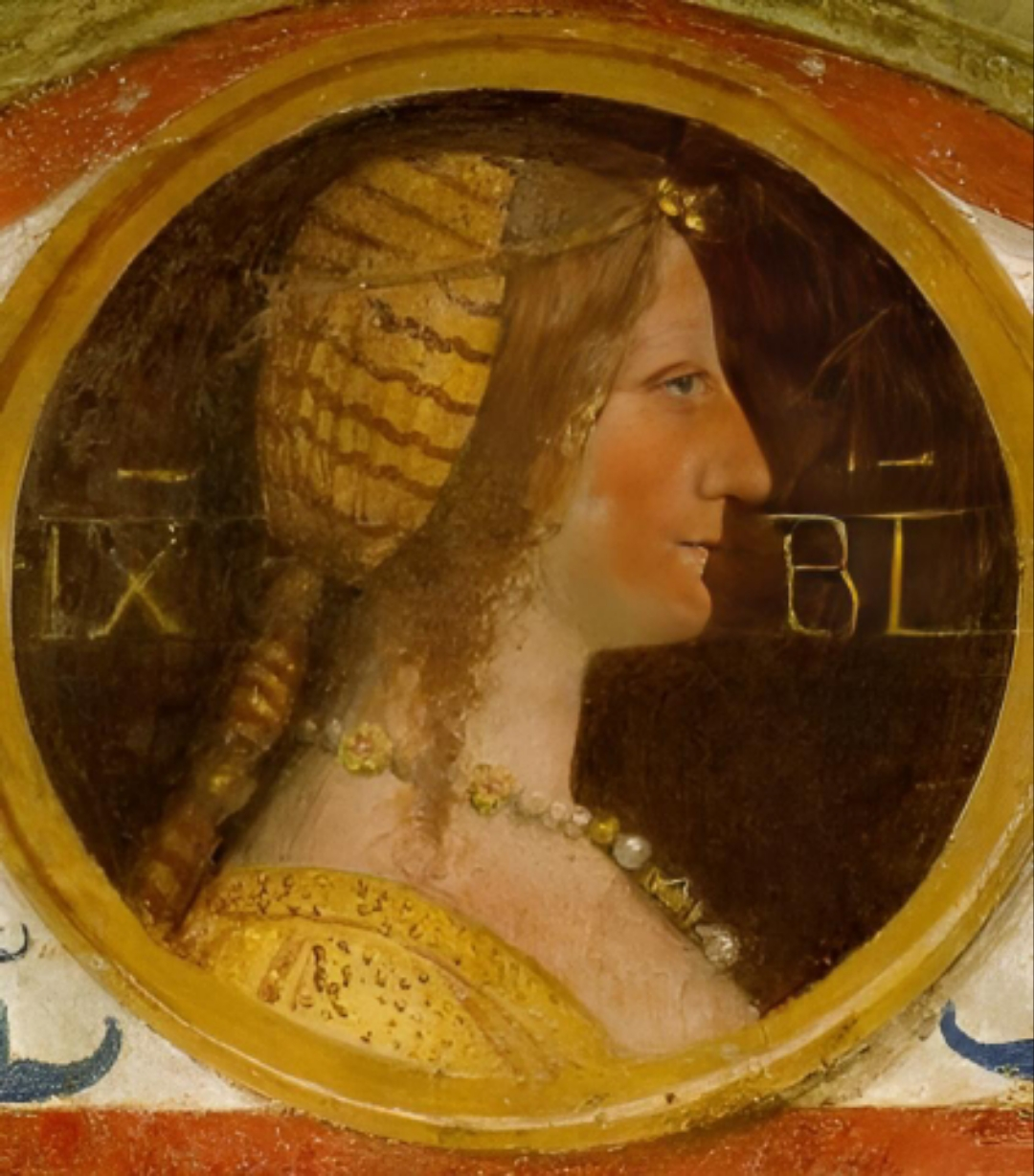
Lunetta di Isabella d'Aragona nella casa degli Atellani, Milano.

#### La mancata consumazione
Così l'ambasciatore Giacomo Trotti descrive Isabella in occasione delle nozze: "la prefata Duchessa novella di volto è negretta e non molto bella, ma l'ha una zentile et bella persona". Ambrogio da Corte, probabilmente esagerando, la descrive addirittura "brutta, negra, guercia, troppo imbellettata, e che le puzza il fiato". Viceversa "el Duca è bellissimo et bonissimo".

La coppia dette scandalo in tutta Italia per via del fatto che per ben tredici mesi Gian Galeazzo si rifiutò di consumare il matrimonio con Isabella. Molte le ipotesi fatte al riguardo: vi fu chi accusò Gian Galeazzo di impotenza, di frigidità, di vergogna, di essere stato addirittura affatturato. Così anche la voce raccolta da Francesco Guicciardini secondo cui Ludovico Sforza, innamoratosi di Isabella, avrebbe reso impotente il nipote tramite malefici, affinché non potesse consumare il matrimonio. Gian Galeazzo da parte sua, adirato con un prete esorcista che gli era stato mandato a sorpresa in camera, assicurò di essere perfettamente in grado di consumare il matrimonio come e quando volesse, senza bisogno di esorcismi.

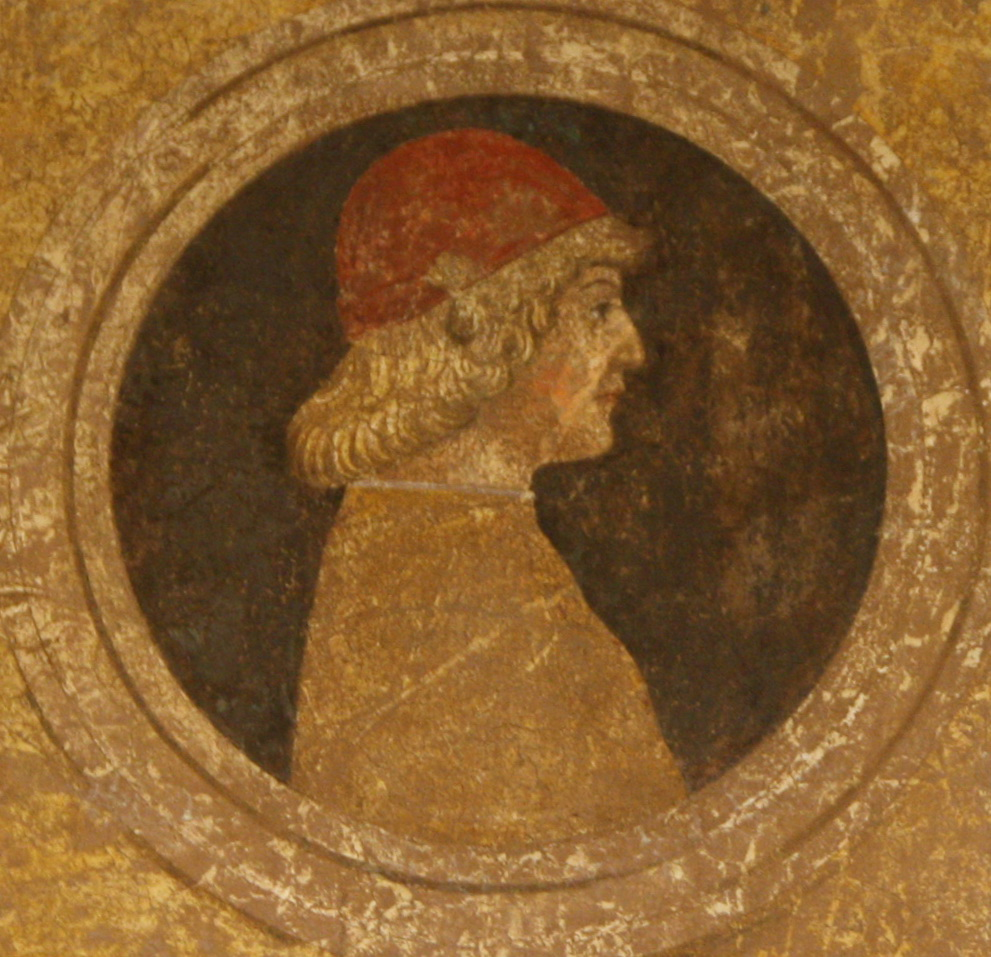
Tondo col ritratto di Gian Galeazzo. Medaglione dal fregio rinascimentale strappato dal castello visconteo di Invorio Inferiore.

Possibilmente il suo rifiuto derivava in parte da una forma di protesta verso l'obbligatorietà di quel matrimonio, in parte dall'aspetto poco gradevole della moglie. Così conferma l'ambasciatore fiorentino Stefano da Castrocaro: "è paruto a qualchuno che in questo primo aspecto [incontro] el Duca [Gian Galeazzo] abbi facto qualche segno che la Duchessa [Isabella] non li sia molto piaciuta, et stasera da poi che fu scavalcata non l'à voluta a faticha toccare; non so s'el viene da vergogna o pure da altro. Ma parmi vedere che a questo sirà aiutato, acciocché non li abbia a volere troppo bene". Solo nell'aprile 1490, quando ormai i parenti d'Aragona erano pronti a chiedere l'annullamento del matrimonio, Isabella riuscì a convincere infine il marito a consumare e nel giro di pochi giorni si trovò incinta. Ciò non migliorò comunque i sentimenti di Gian Galeazzo nei suoi confronti: anche negli anni a venire egli continuò a ignorarla e talvolta a picchiarla.

##### Un'insostenibile "diarchia"
Dopo la celebrazione del rito religioso, gli sposi stabilirono la loro residenza presso la Rocchetta del Castello Sforzesco a Milano, ma furono poi trasferiti quasi d'obbligo da Ludovico dapprima a Vigevano e poi al castello di Pavia. Si vennero a creare, così, due corti "rivali": quella di Pavia, ove viveva in un esilio dorato la coppia ducale de jure (cioè Gian Galeazzo Maria e Isabella) e quella di Milano, ove invece viveva la coppia ducale de facto (Ludovico e Beatrice d'Este, sposatisi il 17 gennaio 1491). Se Gian Galeazzo Maria palesava indifferenza davanti allo strapotere dell'ormai troppo ingombrante tutore, Isabella manifestò una tenace volontà nel rivendicare il proprio ruolo di "duchessa ufficiale", contrastando ampiamente Ludovico che, nel frattempo, dopo un anno di mancata consumazione del matrimonio, sbeffeggiava il nipote tacciandolo d'impotenza sessuale e di ignavia. Si venne a creare anche una forte tensione con la cugina e neo-sposa Beatrice d'Este, ricoperta di onori e di gloria, mentre Isabella era costretta ad un esilio perpetuo al fianco di un marito sempre più insignificante. Quando si trattava, ad esempio, di passare un ponte capace di un solo cavallo alla volta, Beatrice montava avanti a tutti, perfino allo stesso duca Gian Galeazzo.
(G. Lopez, p. 128)

##### Insospettata "virilità" di Gian Galeazzo Maria

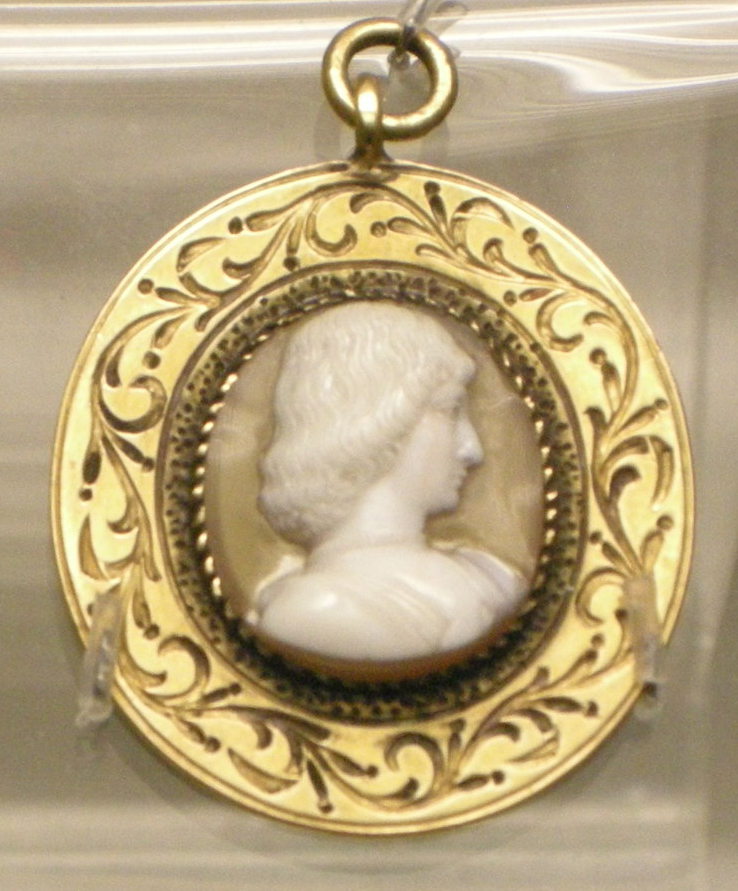
Scuola milanese, ritratto su onice di Gian Galeazzo

Ludovico aveva attuato questa strategia nei confronti del nipote perché diventasse viziato ed effeminato nei modi, al fine di non procreare eredi e, poi, di delegittimarlo agli occhi dei sudditi e delle potenze straniere. Eppure, il 30 gennaio 1491 il Duca divenne padre di Francesco, seguito poi da Ippolita ed infine da Bona. Tale prole legittima costituiva un problema non indifferente per le ambizioni del Moro, in quanto i figli del nipote l'avrebbero ostacolato nell'accedere al potere. Davanti a tale prospettiva, Ludovico reagì instaurando un vero e proprio esercito di spie nella "corte pavese" e limitandone sempre di più il numero di componenti, finché nel luglio del 1494 essa poté constare di un solo membro, tale Dionisio Confalonieri, spia del Moro.
Nell'aprile 1492 Gian Galeazzo fece una pubblica scenata alla moglie, forse anche dietro incoraggiamento dello zio Ludovico, che convocò vari personaggi pubblici e ambasciatori ad assistere: di fronte a tutti Gian Galeazzo dichiarò che non voleva essere governato dalla moglie e che pretendeva che Isabella gli obbedisse e che non osasse cacciare di casa nessuno senza il suo consenso (in primo luogo il cameriere che fu oggetto della lite). Dichiarò di detestare la moglie, la quale "lo rendeva disperato con l’insolenza e la malignità ch’ella chiudeva in corpo" e che perciò andasse dove voleva, o da Ludovico o dal padre, purché si allontanasse da lui. Pur di restare con lui e di non dare così soddisfazioni al Moro e a Beatrice, Isabella promise di non intromettersi più nelle faccende private del marito, sebbene dicesse di sentirsi "morire a poco a poco, et veramente la pare uno corpo chavato de la sepoltura et è più che meza morta".
Sul finire del 1492 scoppiò un ulteriore scandalo per cui la moglie Isabella tentò di propinare del veleno a tal Rozone, favorito e amante proprio di Gian Galeazzo, nonché a Galeazzo Sanseverino. Non si conosce il perché, ma fu probabilmente per gelosia nei confronti del marito. Ludovico fece subito istituire un processo, sebbene l'ambasciatore napoletano lo pregasse di lasciar passare la cosa sotto silenzio, per riguardo al re di Napoli e al duca di Calabria. Isabella, dal canto suo, non negò mai il tentato duplice omicidio, anzi si dichiarò dispiaciuta unicamente dal fatto che il proprio intento non fosse andato a buon fine e rinfacciò a Ludovico che molte donne avevano fatto peggio di lei, alludendo alla di lui madre Bianca Maria Visconti, la quale aveva fatto uccidere un'amante del marito. Secondo il Trotti, ella diceva "cose pazze e indiavolate; ma era più morta che viva per l'affanno". Infatti Gian Galeazzo, piuttosto che aiutarla, l'abbandonava adirato. Alla fine Isabella, affranta e sfinita, supplicò che si chiudesse il processo. Il Moro acconsentì, non senza aver prima letto l'esame dei rei e aver concluso che tutti, ed egli per primo, avrebbero dovuto d'ora in avanti guardarsi dai veleni della duchessa. Re Ferrante, informato sulla questione, rispose ch'era impossibile che Isabella avesse tentato di avvelenare Galeazzo, il quale era "amato da loro come figlio e sempre dimostratosi buon servitore e parente"; quanto a Rozone giustificava il comportamento della nipote, dicendo anzi di meravigliarsi che "per disperatione" non avesse fatto peggio.
Ludovico odiava, ricambiato, Isabella: la giudicava altera, maligna, invidiosa e ingrata; Egli si lamentava con l'ambasciatore Giacomo Trotti "de la soa mala natura et de la soa mala voluntate et del grandissimo odio che la portava a lui et a la duchessa de Bari, et che la non poteva vedere ni l'uno ni l'altra et che la era in superlativo invida et maligna et che a fare ogni male li pareva pocho". Sosteneva che fra coloro che "lo voriano vedere morto" la prima fosse Isabella, la quale credeva di poter governare quand'egli non vi fosse stato, ma che l'intento non le sarebbe riuscito, perché né Gian Galeazzo né altri glielo avrebbero permesso, e che anche quando lui fosse morto, il governo sarebbe passato al nipote o ad altri del suo sangue, ma che non avrebbe mai permesso che gli Aragona governassero a Milano, e che avrebbe predisposto le cose per maniera tale che, anche dopo che fosse morto, per molti anni Milano si sarebbe continuata a governare secondo il suo volere, affinché ella non avesse questa soddisfazione.

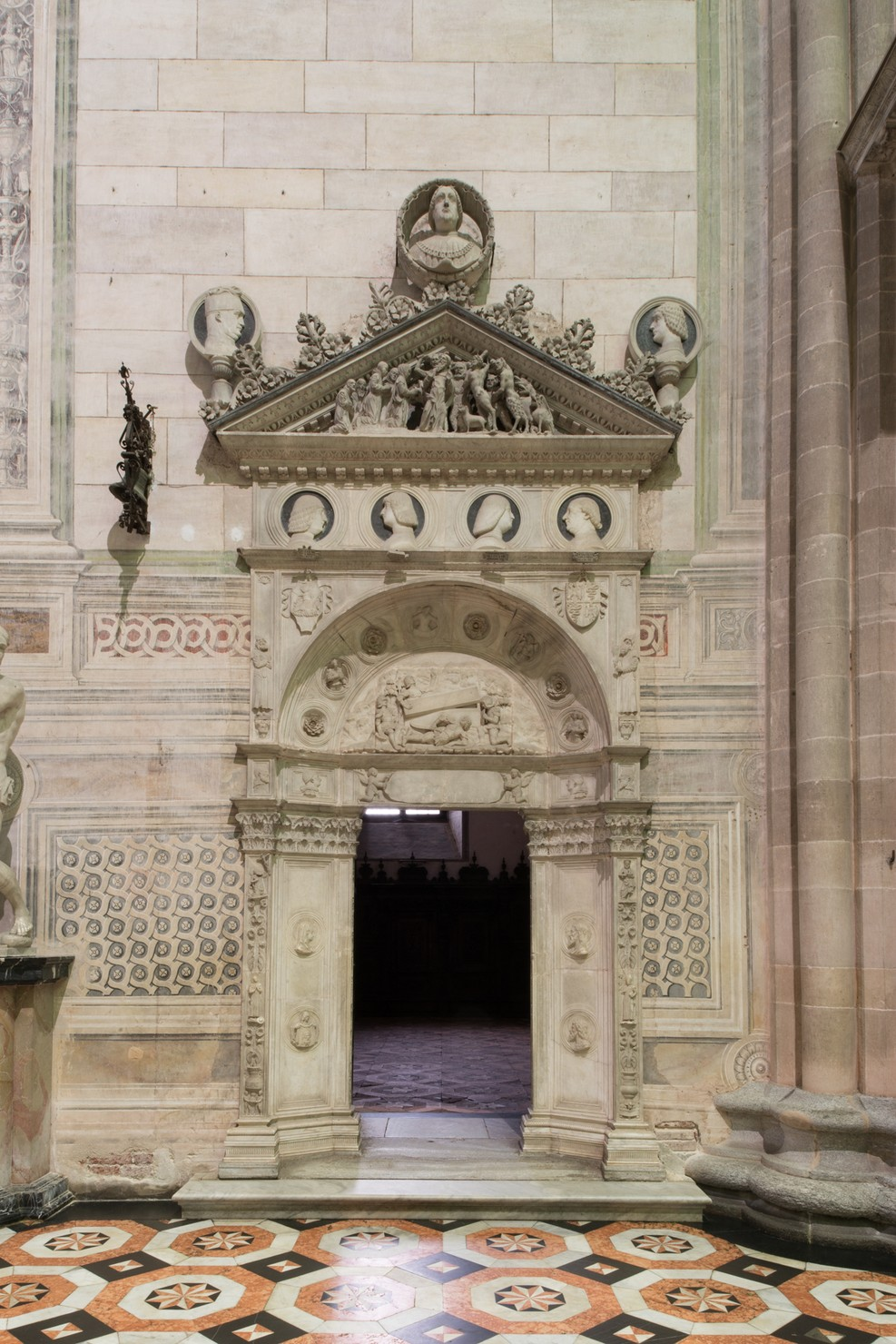
Portale del lavabo, Certosa di Pavia, ritratti dei duchi di Milano: nella fascia centrale, a partire da sinistra, Galeazzo Maria speculare al figlio Gian Galeazzo; Ludovico al padre Francesco.

Isabella si comportava "tanto male" ch'egli non sapeva quale uomo al mondo avrebbe mai potuto sopportarla, "et disse che li modi suoi, per dirli in summario, sono pieni de superbia, de crudelità, de invidia et de maldicentia, per modo che non solo non sa vivere cum sé, ma né col marito, né cum li servitori proprj, tanto è strania e crudele cum tuti, et in specie pare che non la pensi ad altro che ad fargli despecto". Non solo contraeva continuamente debiti, che Ludovico doveva pagare, ma egli non poteva farle nulla che le fosse gradito tanto da guadagnarsi la sua amicizia; anzi, Isabella gli aveva pure detto che ella avrebbe trionfato quando lui fosse stato morto, e coi suoi modi aveva lasciato pensare che non desiderasse nulla più di questo. Ludovico dubitava che Giobbe avesse mai avuto la pazienza che aveva lui, "repetendo che ella è ben tractata" e che il suo pessimo comportamento fosse da attribuire o "alla mala natura sua" oppure alla convinzione che avrebbe governato lei quando Ludovico fosse morto.
Queste e simili cose Ludovico diceva anche in presenza dello stesso nipote Gian Galeazzo, assicurandogli che egli governava il suo Stato al costo di grandi fatiche e privazioni e meglio di quanto meritasse, perché non ne riceveva né riconoscimento né gratitudine alcuna. Gian Galeazzo, del resto non stimando la moglie, non lo contraddiceva in nulla. L'ambasciatore Trotti consolava il giovane duca col dirgli che lo zio Ludovico era portato a pronunciare questi giudizi per via dell'amore che gli portava, poiché, quando anche fosse riuscita a giungere al governo, Isabella non avrebbe operato per il suo bene come invece faceva lui; Ludovico, dal canto suo, giurava "su l'anima et fede sua" di volere bene a Gian Galeazzo come se gli fosse stato figlio.

In data imprecisata Isabella scrisse al padre un'accorata richiesta di aiuto, conservataci in parte nella Storia di Milano di Bernardino Corio:
(Lettera di Isabella d'Aragona ad Alfonso suo padre, s.d.)

#### Morte sospetta
La morte del venticinquenne Duca risultò alquanto sospetta ai contemporanei: malesseri, dolori intestinali, febbre e atonia muscolare si verificavano quando il Duca era a Pavia, mentre apparentemente scemavano quando egli si recava in viaggi di guarigione. Il 19 luglio 1494 ebbe una recidiva della malattia sotto forma di vomito in seguito all'ingestione di garioli e fu trattato dai medici con una purga. Il 13 settembre soffrì di un nuovo accesso che fu curato, apparentemente con successo, con pillole di rabarbaro, tanto che nei giorni successivi fu in grado di prendere parte ad una battuta di caccia e assistere ai pranzi. Il Duca non sospettò mai che lo zio stesse cercando di avvelenarlo a giudicare dalle lettere piene di affetto che gli inviò in quei giorni. Il sospetto di avvelenamento si rafforzò quando, tra il 14 e il 19 settembre, Gian Galeazzo Maria licenziò un servo che gli dava da bere, probabile longa manus del Moro, ritrovando così una certa salute. Il 19 settembre, però, il medesimo servo (tale Franceschino Beccaria) ritornò al suo posto per volere dello zio del Duca. Il 21 settembre riuscì a montare a cavallo ma ebbe difficoltà a stringere le briglie. Il 28 settembre ebbe un nuovo peggioramento per cui il Moro inviò al capezzale Girolamo Visconti, medico di sua fiducia. Da quel giorno il giovane sovrano, sempre assistito dalla moglie Isabella d'Aragona, entrò in agonia, afflitto da dolori allo stomaco, insensibilità agli arti superiori, anemia, convulsioni, vomito, diarrea, febbre, difficoltà respiratorie, sete e crisi di pianto.
supponendo il fatto vero, anche questo è un
arcano: se ne incolpa il Moro; ma potrebbe anche esserne stata rea Beatrice sua moglie; e forse nessuno lo fu: ma bisogna convenire che, dal complesso de' fatti, non si può dubitare, che entrambi non ne fossero capaci: a che non spinge una sfrenata ambizione!»
(Giovanni Campiglio, Lodovico il Moro, p.177.)
Il 3 ottobre, venendo da Abbiategrasso, gli fece visita la madre Bona di Savoia, che si trattenne presso il castello di Pavia fino al 17 ottobre, giorno in cui ebbe un lieve miglioramento. Malgrado le sue condizioni, il duca continuò a mangiare frutta in eccesso e bere vino di nascosto, contravvenendo alle indicazioni dei medici; richiese anche due cavalli allo zio, che glieli concesse. Il 20 ottobre le sue condizioni di salute peggiorarono significativamente, tanto da impedirgli di alzarsi dal letto; volle comunque vedere i suoi due nuovi cavalli e i suoi levrieri, poi si confessò con il priore di Sant'Apollinare promettendo di provvedere alla dote per cento ragazze povere. In tarda serata vomitò bile e perse conoscenza più volte. I quattro medici che lo assistevano (Nicolò Cusani, Gabriele Pirovano, Lazzaro Datari e Pietro Antonio Marliani) informarono il Moro che il nipote era in fin di vita. Morì nel castello Visconteo alle 3 di notte del 21 ottobre 1494.
(L'ambitioso politico infelice, Giacomo Monti, 1653.)

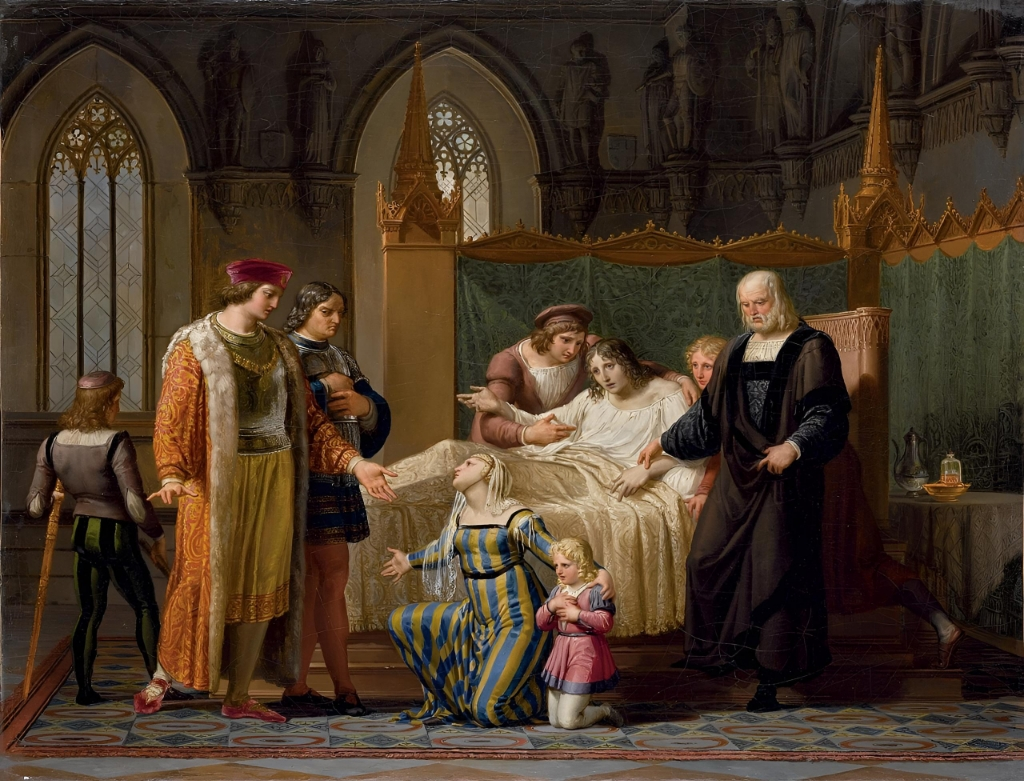
L'incontro tra Carlo VIII e Gian Galeazzo a Pavia nel 1494, Pelagio Palagi. Davanti al letto del marito morente, la duchessa Isabella d'Aragona supplica in ginocchio il sovrano Carlo VIII di non voler proseguire la guerra contro Alfonso suo padre e gli affida il figlioletto Francesco. Accanto al re, con viso losco, sta il duca Ludovico, presunto responsabile dell'avvelenamento.

Francesco Malaguzzi Valeri rifiuta invece con forza la tesi dell'avvelenamento, richiamandosi all'affetto che il Moro parve nutrire nei confronti del nipote:
anche recenti — vuol essere abbandonata definitivamente; e con essa l'altra ingiusta
leggenda dei maltrattamenti dello zio. [...] è evidente che Lodovico — di natura bonaria e rifuggente dalle violenze e dai delitti — amò, sia pure a modo suo, con poco slancio, un congiunto così diverso da lui e incapace: le carte che abbiamo ricordato provano bene come l'amore per i divertimenti e principalmente per la caccia fosse nel giovane duca piuttosto una conseguenza d'inclinazione naturale, che effetto delle arti del Moro, che avrebbero acceso
nel nipote quella passione per distoglierlo dagli affari, come sembra al Dina. Il Moro, se crediamo al Sabellico, fece esporre il corpo del nipote su un aureo letto per due giorni, e nessuno vi osservò segni di avvelenamento. Ma l'accusa trovò
qualcuno che la raccolse, allora e dopo, benché testimonianze (meno una e sospetta) vere, assolute, di persone capaci di giudicar degli effetti di un veleno qualsiasi, contro il Moro non si conoscano.»
(Francesco Malaguzzi Valeri, La corte di Lodovico il Moro, vol 1, p. 874.)

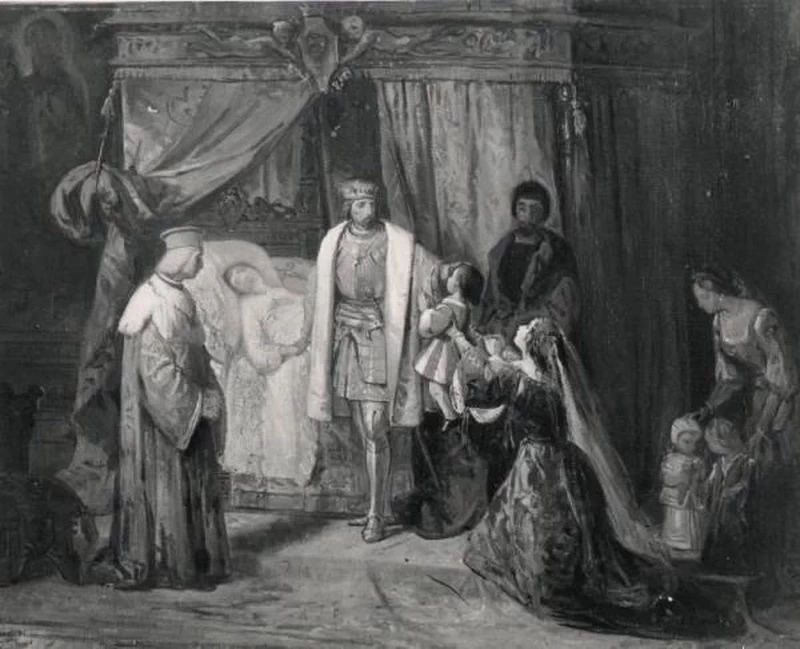
Carlo VIII visita il morente Gian Galeazzo Sforza, Cherubino Cornienti, 1857. La moglie Isabella d'Aragona, inginocchiata ai piedi del re, offre il fanciullo Francesco. Sulla sinistra lo zio Ludovico Sforza, presunto avvelenatore, assiste in silenzio. Musei civici di Pavia.

Ludovico ricevette la notizia della morte del nipote quando si trovava a Piacenza insieme al re di Francia: immediatamente e quel giorno stesso partì di corsa da Piacenza, raggiungendo nel giro di pochissime ore Milano, dove riuscì a farsi proclamare duca al posto del piccolo Francesco Maria. Consapevole delle dicerie, egli fece esporre la salma di Galeazzo per due giorni su un lettino dorato e nessuno - secondo il Sabellico - vi notò segni d'avvelenamento. Il segretario comunale di Vigevano Simone del Pozzo, vissuto nella prima metà del secolo successivo, pur mostrando profonda ammirazione e amore verso Ludovico, non pare nutrire alcun dubbio circa l'avvelenamento del nipote, segno che ormai la cosa fosse data per scontata. Il feretro di Gian Galeazzo, ricoperto di un drappo di broccato d'oro, fu trasportato inizialmente nella chiesa di Sant'Eustorgio per poi essere esposto nel Duomo, dove avvennero le esequie solenni una settimana circa dopo il decesso.
A rafforzare la tesi dell'omicidio furono le concomitanze politiche: la discesa di Carlo VIII in Italia per prendere il Regno di Napoli (22 agosto 1494) fu permessa dall'accondiscendenza del Moro, il quale non solo si sarebbe vendicato della fiera nipote Isabella neutralizzando la sua dinastia, ma avrebbe ricevuto in cambio il riconoscimento a Duca da parte del Re francese. Inoltre il Moro consolidò la sua posizione grazie all'imperatore Massimiliano (che aveva sposato il 3 dicembre del 1493, ad Innsbruck, la sorella del duca Bianca Maria) in cambio non solo del riconoscimento imperiale della dinastia Sforza a Milano (accordo raggiunto il 5 settembre del 1494), ma anche del suo riconoscimento come legittimo duca di Milano alla morte del nipote, scavalcando la legittima prole.
Va però segnalato che Gian Galeazzo soffrì già dal gennaio del 1483 di una patologia che gli provocava febbre intermittente e coliche intestinali, che si risolse solo in ottobre. Ebbe in seguito altre recrudescenze nel 1484, 1490, 1491, 1493 e 1494, certamente favorite dallo stile di vita sregolato.
Dopo la fuga di Ludovico in Germania, Isabella accusò l'astrologo e archiatra Ambrogio da Rosate di aver avvelenato tramite uno sciroppo, con l'aiuto di uno speziale, suo marito Gian Galeazzo dietro ordine del Moro, dichiarando che l'astrologo aveva confessato l'omicidio e che ella era intenzionata a istituire un processo, ma che aspettava la venuta del re di Francia per notificargli il tutto. In queste dichiarazioni influirono però di certo il risentimento personale di Isabella e il suo desiderio di vendetta: tra gli informatori compare lo stesso Rozzone, amante di Gian Galeazzo, che ella stessa aveva tentato di avvelenare.

## Aspetto e personalità
Il poeta di corte Bernardo Bellincioni lo descrive così: "bel volto di dolcezza pieno [...] grazioso, benigno, onesto e bello". È noto che avesse lunghi capelli biondi, colorito pallido e un aspetto angelico. L'ambasciatore Giacomo Trotti lo dice "bellissimo et bonissimo".
Anche a causa dell'influenza che lo zio Ludovico il Moro ebbe su di lui sviluppò un carattere debole e frivolo che contrastava con la risolutezza della sua consorte Isabella d'Aragona. Sin da ragazzino soffrì di una malattia intestinale che lo tormentava con frequenti recidive.
Gian Galeazzo amava la caccia con i cani e i falconi, era goloso di frutta ed eccedeva con il vino, disinteressandosi del governo dello stato. Da più episodi riportati dalle fonti, nonché da una lettera dell'ambasciatore Giacomo Trotti che allude ai suoi rapporti con « altre donne et homini », risulta certo che, come il padre Galeazzo, egli fosse bisessuale. Fu anche innamorato della figlia sposata di un tintore, ma il suo più noto amante fu Rozone, "lo primo homo che habea appresso".

## Discendenza
Dal matrimonio con Isabella d'Aragona nacquero quattro figli:
- Francesco (1491 - 1512);
- Ippolita (1493 - 1501);
- Bona (1494 - 1557), sposò il 15 giugno 1518 il sovrano Sigismondo I Jagellone, morì avvelenata dal proprio amante.
- Bianca (Milano, 1° marzo 1495 - Milano, 27 gennaio 1497)[47]

## Ascendenza
|                            |                   |                        | Genitori                        |  |  | Nonni |  |  | Bisnonni          |  |  | Trisnonni          |  |
|                            |                   |                        |                                 |  |  |       |  |  | Giacomo Attendolo |  |  | Giovanni Attendolo |  |
|                            |                   |                        |                                 |  |  |       |  |  | Giacomo Attendolo |  |  | Giovanni Attendolo |  |
|                            |                   | Elisa Petraccini       |                                 |  |  |       |  |  | Giacomo Attendolo |  |  |                    |  |
| Francesco I Sforza         |                   |                        |                                 |  |  |       |  |  | Giacomo Attendolo |  |  |                    |  |
|                            |                   | Lucia Terziani         | …                               |  |  |       |  |  |                   |  |  |                    |  |
|                            |                   | Lucia Terziani         | …                               |  |  |       |  |  |                   |  |  |                    |  |
|                            |                   | Lucia Terziani         | …                               |  |  |       |  |  |                   |  |  |                    |  |
| Galeazzo Maria Sforza      |                   | Lucia Terziani         |                                 |  |  |       |  |  |                   |  |  |                    |  |
|                            |                   | Filippo Maria Visconti | Gian Galeazzo Visconti          |  |  |       |  |  |                   |  |  |                    |  |
|                            |                   | Filippo Maria Visconti | Gian Galeazzo Visconti          |  |  |       |  |  |                   |  |  |                    |  |
|                            |                   | Filippo Maria Visconti | Caterina Visconti               |  |  |       |  |  |                   |  |  |                    |  |
| Bianca Maria Visconti      |                   | Filippo Maria Visconti |                                 |  |  |       |  |  |                   |  |  |                    |  |
|                            |                   | Agnese del Maino       | Ambrogio del Maino              |  |  |       |  |  |                   |  |  |                    |  |
|                            |                   | Agnese del Maino       | Ambrogio del Maino              |  |  |       |  |  |                   |  |  |                    |  |
|                            |                   | Agnese del Maino       | ?...Negri                       |  |  |       |  |  |                   |  |  |                    |  |
| Gian Galeazzo Maria Sforza |                   | Agnese del Maino       |                                 |  |  |       |  |  |                   |  |  |                    |  |
|                            | Antipapa Felice V | Amedeo VII di Savoia   |                                 |  |  |       |  |  |                   |  |  |                    |  |
|                            | Antipapa Felice V | Amedeo VII di Savoia   |                                 |  |  |       |  |  |                   |  |  |                    |  |
|                            | Antipapa Felice V | Bona di Berry          |                                 |  |  |       |  |  |                   |  |  |                    |  |
| Ludovico di Savoia         | Antipapa Felice V |                        |                                 |  |  |       |  |  |                   |  |  |                    |  |
|                            |                   | Maria di Borgogna      | Filippo II di Borgogna          |  |  |       |  |  |                   |  |  |                    |  |
|                            |                   | Maria di Borgogna      | Filippo II di Borgogna          |  |  |       |  |  |                   |  |  |                    |  |
|                            |                   | Maria di Borgogna      | Margherita III delle Fiandre    |  |  |       |  |  |                   |  |  |                    |  |
| Bona di Savoia             |                   | Maria di Borgogna      |                                 |  |  |       |  |  |                   |  |  |                    |  |
|                            |                   | Giano di Lusignano     | Giacomo I di Cipro              |  |  |       |  |  |                   |  |  |                    |  |
|                            |                   | Giano di Lusignano     | Giacomo I di Cipro              |  |  |       |  |  |                   |  |  |                    |  |
|                            |                   | Giano di Lusignano     | Helvis di Brunswick-Grubenhagen |  |  |       |  |  |                   |  |  |                    |  |
| Anna di Cipro              |                   | Giano di Lusignano     |                                 |  |  |       |  |  |                   |  |  |                    |  |
|                            |                   | Carlotta di Borbone    | Giovanni I di Borbone-La Marche |  |  |       |  |  |                   |  |  |                    |  |
|                            |                   | Carlotta di Borbone    | Giovanni I di Borbone-La Marche |  |  |       |  |  |                   |  |  |                    |  |
|                            |                   | Carlotta di Borbone    | Caterina di Vendôme             |  |  |       |  |  |                   |  |  |                    |  |
|                            |                   | Carlotta di Borbone    |                                 |  |  |       |  |  |                   |  |  |                    |  |